# Сказание о храбром Хочбаре
«Сказа́ние о хра́бром Хочба́ре» — советский телевизионный художественный фильм киностудии «Ленфильм», историко-романтическая драма по поэме Расула Гамзатова «Сказание о Хочбаре, уздене из аула Гидатль, о кази-кумухском хане, о хунзахском Нуцале и его дочери Саадат».

## История
Съёмки фильма Асхаб Абакаров начал в 1984 году. Основные съёмки проходили летом в селе Чох, а также на реке в окрестностях Гуниба и в ауле Хотода (родина Хочбара, главное село Гидатлинского вольного общества). Осенью планировалось доснимать картину в Балхаре и в районе Талги. Однако в октябре из-за разногласий был снят с роли актёр, игравший казикумухского хана. Абакаров договорился с другим актёром, Бимболатом Ватаевым из Осетии, и в начале ноября выехал на пробы. По дороге автомобиль столкнулся с ЗИЛом, и режиссёр погиб.
Было отснято более половины картины, однако на завершение требовалось около 500 тыс. рублей. При помощи Расула Гамзатова, тогда депутата Верховного Совета СССР, деньги удалось достать через Госкино. Заканчивал картину Михаил Ордовский. По мнению Баганда Магомедова, исполнителя роли Башира, многие актёры и Герман были не очень довольны работой Ордовского.
Съёмки были завершены в 1986 году, телевизионная премьера фильма состоялась в июле 1987 года.
В 2008 году фильм был представлен на XIX кинофестивале «Кинотавр» в рамках программы «Кино, которое мы не заметили».

## Сюжет
История рассказывается путешественником-европейцем по имени Дон Ребо́, который находился во время описываемых событий в Аваристане.
Горец Хочбар живёт в ауле Хотода́, который остался единственным свободным аулом, не подчиняющимся хунзахскому нуцалу. Однажды хунзахский отряд нападает на Хотоду, причём сын нуцала убивает собаку Хочбара и забирает его папаху. Вернувшись в аул, Хочбар решает отомстить: он и его товарищи совершают набег на Хунзах и крадут дочь нуцала Саадат. Она засватана за сына кази-кумухского хана, однако, чтобы не признаваться в том, что дочь украдена, нуцал решает разорвать помолвку ценой утраты дружбы с ханом. Хочбар ставит условия, на которых он согласен вернуть Саадат, и нуцалу приходится согласиться.
Саадат возвращается в Хунзах, и её сватают уже за сына кумыкского шамхала. Однако по пути на равнину свадебный поезд легко могут захватить люди хана. Нуцал в замешательстве, и тут к нему является Хочбар и предлагает свои услуги: он доставит невесту жениху, но нуцал должен навсегда оставить в покое Хотоду. Нуцал даёт клятву. Хочбар едет с невестой и её служанками через горы, попадая в плен к хану. Там он состязается в борьбе с сыном хана Мусалавом и побеждает его. Расставшись с ханом и его сыном мирно, Хочбар доводит Саадат до равнины. Неожиданно Саадат признаётся Хочбару в любви и просит взять её в жёны или служанки, но Хочбар не хочет нарушить данного им слова.
После свадьбы Хочбар возвращается в аул. Вскоре нуцал приглашает его в Хунзах, куда приехали Саадат с мужем Уланом. Когда Хочбар прибывает, его хватают и готовятся сжечь в яме с огнём. Перед смертью Хочбар вновь видит Саадат и пытается танцевать для молодожёнов. Затем он хватает сына нуцала и бросается в огонь вместе с ним. Саадат убегает и срывается в пропасть над рекой.
В эпилоге друзья Хочбара вспоминают тост, который тот любил повторять:
Пусть будет хорошо хорошим, 

Пусть плохо будет всем плохим, 

Пусть час рожденья проклиная, 

Скрипя зубами в маете, 

Все подлецы и негодяи умрут от боли в животе, 

Пусть кара подлеца отыщет

И в сакле, и среди дворца, 

Чтоб не осталось в Дагестане 

Ни труса больше, ни лжеца.

## В ролях
- Константин Бутаев — Хочбар
- Абдурашид Максудов — Нуцал
- Ирина Логунович — Саадат
- Баганд Магомедов — Башир
- Даниил Подольский — Кикав-Омар
- Мухтарбек Кантемиров — Магома
- Магомед Халилов — Науш
- Витаутас Паукште — дон Ребо
- Юнус Юсупов — Лекав
- Абдулкерим Керимов — Гула
- Мажит Шихалиев
- Равшан Касимов — Улан
- Сулейман Умалаев — хан Казикумухский
- Шамиль Гаджиев — Мусалав
- Анатолий Сливников — полковник

## Съёмочная группа
- Режиссёры: Асхаб Абакаров, Михаил Ордовский
- Сценарий: Светлана Кармалита, Алексей Герман (нет в титрах)
- Художественный руководитель: Алексей Герман
- Операторы-постановщики: Олег Куховаренко, Николай Покопцев
- Художник-постановщик: Валерий Юркевич
- Композитор: Ширвани Чалаев
- Звукорежиссёр: Михаил Викторов
- Костюмы: Марина Кайшаури
- Монтаж: Татьяна Пулина, Н.Суркова
- Директор картины: Игорь Колобов